# HD 115600
HD 115600 — зоря, що розміщена у сузір'ї Центавра. Зоря має спектральний тип F2/F3V і є на близько 50% масивнішою ніж Сонце. Зірка знаходиться на відстані 360 св.років від Землі. Вік зірки становить близько 15 мільйонів років.
26 травня 2015 року міжнародна група астрономів на чолі з Тейн Курі (Thayne Currie) з Національної астрономічної обсерваторії Японії, яка працювала з одним з телескопів обсерваторії Джеміні, виявила у цієї зірки подобу пояса Койпера. Для виявлення диска астрономи скористалися інструментом Gemini Planet Imager, який дозволяє більш ефективно досліджувати околиці зірки шляхом перекриття світла останньої. Навколозірковий диск HD 115600 схожий з поясом Койпера в Сонячній системі, зокрема розміри і видалення від світила практично ідентичні.
Є однак і відмінності. По-перше, речовина розподілено вкрай нерівномірно, що добре помітно по знімку системи. По-друге, орбіта руху диска має значну ступінь відхилення від кола.
Останній факт на думку вчених досить цікавий, гіпотетично пояснити його можна присутністю в системі планети-гіганта з масою трохи менше Юпітера, яка обертається навколо HD 115600 по витягнутій еліптичній орбіті.
Спектрометричний аналіз поясу астероїдів вказав на підвищений вміст метанових, водяних і в меншій мірі аміачних і вуглеводневих льодів. Аналогічний склад мають і тіла за орбітою Нептуна.